# Hypercodia umbrimedia
Hypercodia umbrimedia är en fjärilsart som beskrevs av George Francis Hampson 1918. Hypercodia umbrimedia ingår i släktet Hypercodia och familjen nattflyn. Inga underarter finns listade i Catalogue of Life.